# Сноудон
Сно́удон (англ. Snowdon), або Ир-Уи́два (валл. Yr Wyddfa) — найвища гора Вельсу та найвища вершина Великої Британії за межами Шотландського високогір'я. Розташована у національному парку Сноудонія у Гвінеді. Вершина Сноудона знаходиться на висоті 1085 метрів над рівнем моря.

## Назва
Валлійською гора відома як Yr Wyddfa, що значить «могила», «курган».
Англійська назва Snowdon походить від давньоанглійського Snow Dun, тобто «сніговий пагорб».

## Перше сходження
Перше документоване сходження на Сноудон було здійснено у 1639 році ботаніком Томасом Джонсоном. Однак валлійський історик XVIII століття Томас Пеннант згадує «тріумфальне сходження на нашу головну гору» після завоювання Уельсу Едуардом I у 1284 році, що, якщо це правда, вказує на можливість більш ранніх сходжень.
Безліч крутих скель в районі Сноудона відіграли важливу роль в історії британського альпінізму. Тут Едмунд Гілларі готувався до підйому на Еверест.

## Топографія
Сноудон має шість хребтів: круті і скелясті хребти на півночі та сході, дрібні і трав'янисті, але віддаленіші на півдні й на заході. Є багато карів, утворених зледенінням у льодовиковий період, деякі з них заповнені талими водами.
З вершини Сноудона відкривається один з найширших видів на Британських островах, у ясні дні звідти видно Ірландію (Республіку Ірландію та Північну Ірландію), Шотландію, Англію та острів Мен, а також 24 графства, 29 озер та 17 островів. Вид між Сноудоном та Мерріком (південна Шотландія) є найдовшою теоретичною прямою видимості Британських островів завдовжки 232 км. На практиці за істотних атмосферних умов такі спостереження можна зробити вкрай рідко. Гору можна побачити на злеті й підході до аеропорту Манчестера та Ліверпуля у дуже ясні дні, а іноді навіть з вершини Гоут в Дубліні, Ірландія.

## Будівлі на вершині

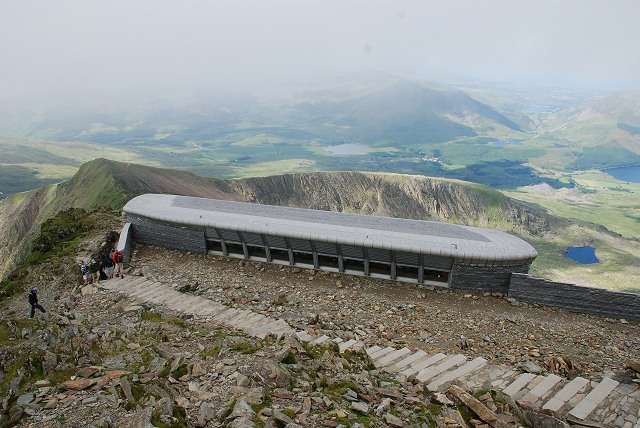
Новий комплекс для відвідувачів

У 1896 році було прокладено гірську залізницю, на кінцевій станції, неподалік від вершини, було зведено готель, у 1930-х її було замінено на ресторан. До завершення 20 століття тут було відкрито кав'ярню і торговельний комплекс, де, окрім усього іншого, продаються футболки «Я зійшов на Сноудон».
Будівля старішала, принц Чарльз назвав її «найвищими нетрями Уельсу». У квітні 2006 року Національний парк Сноудонія за підтримки з боку товариства Сноудонія уклав угоду для початку робіт над новою кав'ярнею та комплексом для відвідувачів. Станом на середину жовтня 2006 року стару будівлю було значною мірою зруйновано. Новий центр було офіційно відкрито 12 червня 2009 року першим міністром Уельсу Родрі Морганом.

## Граф Сноудон
Титул графа Сноудона було надано дрібному валлійському дворянину Армстронг-Джонсу з нагоди його шлюбу з сестрою англійської королеви, Маргарет, у 1960 році.